# François-Antoine Aveline
Pour les articles homonymes, voir Aveline.
François-Antoine Aveline (1718 - ca. 1780), François Antoine Aveline (1727 - 1780), François Aveline (1718 - 1762) ou F. Aviline, peuvent concerner un seul et même artiste graveur et dessinateur, né à Paris et mort à Londres. Il a été actif dans ces deux villes.

## Identité et dates de naissance et de mort
Selon les notices d'autorité ULAN, François Antoine Aveline (1727 - 1780) et François Aveline (1718 - 1762) pourraient concerner un seul artiste, dont l'identité et les dates de naissance et de mort son confuses,. Cependant, la très grande majorité des notices d'autorité, rassemblée dans une notice VIAF qui donne les dates 1718 - 1780 — soit la date de naissance la plus ancienne et la date de décès la plus récente des autres notices — se rattachent à l'artiste dont la date de naissance est 1718 tout en le prénommant François-Antoine, dont la Bibliothèque nationale de France, la Bibliothèque nationale allemande ainsi que l'International Standard Name Identifier.

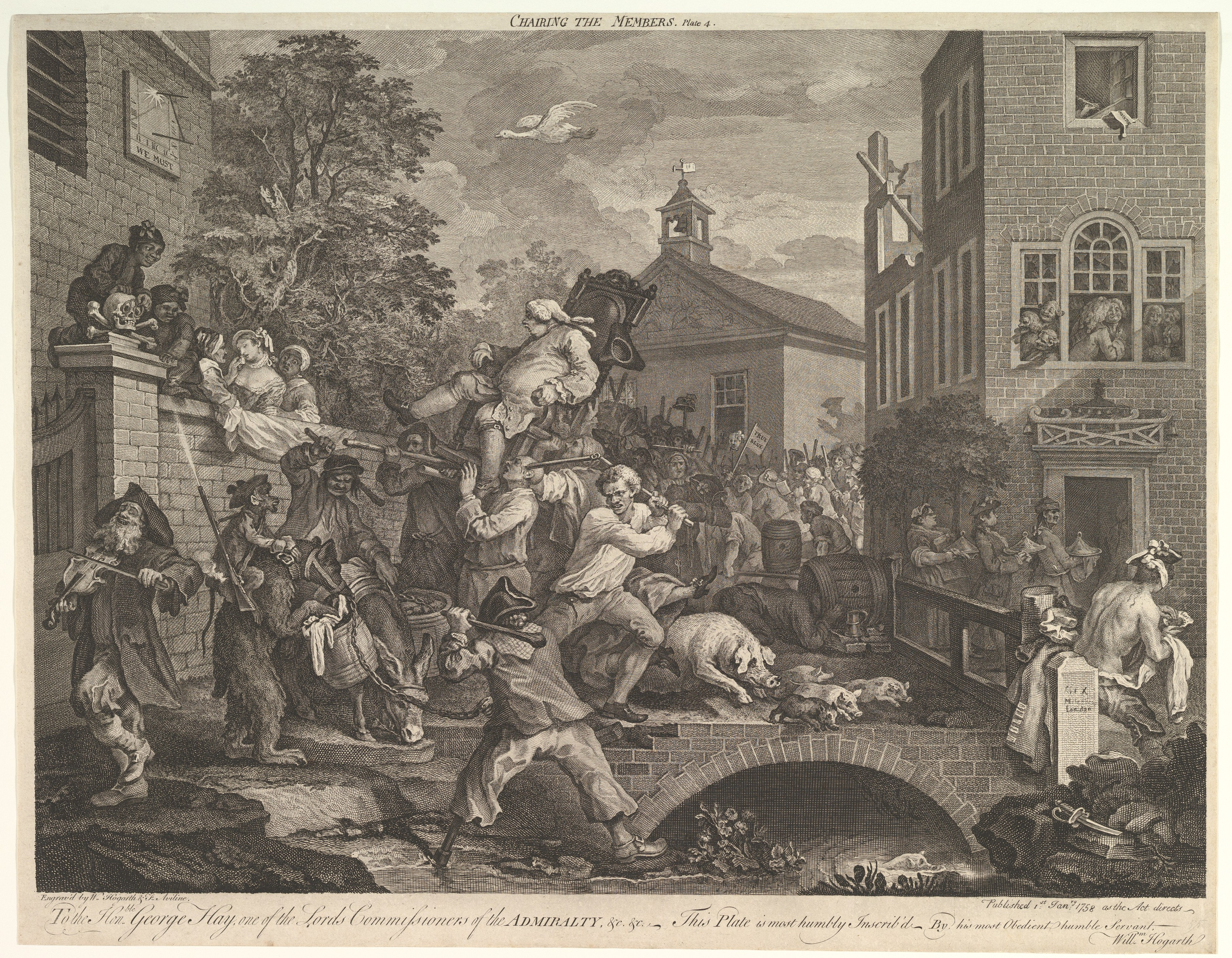
Chairing the Member, estampe co-gravée avec William Hogarth (1758).

Un artiste français du nom de F. Aviline est cité par Burke et Caldwell dans leur catalogue raisonné sur les gravures de William Hogarth : il est en effet crédité d'être co-graveur avec Hogarth de l'estampe Chairing the Member, appartenant à la série Humours of an Election (1755 - 1758). Pour cette estampe, le British Museum identifie comme co-auteur François-Antoine Aveline.

## Éléments biographiques
Selon la Bibliothèque nationale de France, François-Antoine Aveline est né le 2 décembre 1718 à Paris.
Selon la Bibliothèque nationale de France et les notices ULAN, l'artiste est le fils du graveur Antoine Aveline (1691 - 1743) et le petit-fils de Pierre Aveline l'Ancien (1654 - 1722),,.
Aveline a travaillé pour Philippe Étienne Lafosse et Antoine Joseph Dezallier d'Argenville, pour lequel il a réalisé douze gravures de châteaux du XVIIIe siècle (Fontainebleau en 1725, château de Meudon et Rambouillet).
Il a illustré de nombreux ouvrages, dont :
- Architecture Hydraulique (1737), de Bernard Forest de Bélidor[13]
- Nouvelles exemplaires (1743), de Miguel de Cervantes[14]
- La Pipe cassée (1755), de Jean-Joseph Vadé (d'après des dessins de Charles Eisen)[11]
- Traité De La Coupe Des Pierres (1764, rééd.), de Jean-Baptiste de La Rue[15]
- Galerie des modes et costumes français (à partir de 1778)

On sait qu'Aveline quitte Paris où il est né pour s'installer à Londres après 1750, où il fait l'essentiel de sa carrière.
Il meurt vers 1780 à Londres,.

## Œuvre
Le British Museum possède plus de 40 estampes de François-Antoine Aveline et la Bibliothèque nationale de France près de 200.
D'autres institutions, telles que l'INHA, le Tate, le Nationalmuseum, la National Gallery of Art, le Metropolitan Museum of Art, l'Ashmolean Museum ou le musée d'Art d'Auckland, possèdent également quelques œuvres.